# كوجي ايتو
كوجي ايتو (باليابانية: 伊東浩司 ) (و. 1970  م) هو معلق رياضي، ومنافس ألعاب قوى، وعداء سريع ياباني، ولد في كوبه، شارك في الألعاب الأولمبية الصيفية 2000، والألعاب الأولمبية الصيفية 1996.

## التعليم
تعلم في جامعة واسيدا، وجامعة توكاي.

## روابط خارجية
- كوجي ايتو على موقع الاتحاد الدولي لألعاب القوى (الإنجليزية)
- كوجي ايتو على موقع أوليمبيديا (الإنجليزية)